# Débuts du rugby à XV
Les débuts du rugby à XV recouvrent une période où le jeu de rugby à XV construit son règlement et son environnement.

## Chronologie (1858-1870)
- 1857-58 : 
  - le Liverpool Football Club (club ouvert aux étudiants et non étudiants, Angleterre), troisième club au monde à pratiquer les Rugby School rules
- 1858 : 
  - reformulation des règles aux conceptions australiennes
- 1862 : 
  - le ballon est créé par un cordonnier fabricant de chaussures habitant la ville de Rugby, Richard Lindon[1] (1816-1887). À son époque, le ballon existe sous deux formes : les premiers ballons en cuir à sept panneaux cousus (dont deux partiellement lacés) de forme sphérique ou ovoïde et des chambres à air – gonflables avec une pompe à air – en caoutchouc d'Inde qui, en raison de la souplesse et élasticité du caoutchouc vulcanisé, épousent la forme du contenant. Lindon devient rapidement le principal fabricant-fournisseur des deux ballons distinctifs (sphérique : football ; ovoïde : rugby football, à la demande de ses pratiquants). Jusqu'en 1862, les premiers ballons des deux jeux étaient plus ou moins sphériques, leur chambre à air étant une vessie de porc gonflée à la force des poumons des pratiquants.
  - le Blackheath Rugby Football Club (club non étudiant, Angleterre) bascule dans la pratique des Rugby School rules et codifie la même année quelques-unes des premières règles du rugby football union.
- 1866 : 
  - entrée en vigueur de la mise à jour de plusieurs règles du rugby football à l'australienne, c'est-à dire création de l'Australian rules ou Football australien (puis viendront des variantes : sans placage, avec ballon rond, etc.)
  - fondation du club anglais des Harlequins
- 1867 : 
  - création des London Wasps, club de rugby à XV anglais de Londres
- 1870 :
  - le rugby est introduit en Nouvelle-Zélande par Charles John Monro (en) de retour au pays après avoir achevé ses études en Angleterre[2].

## Naissances
- 1850 :
  - 19 mars : Thomas Chalmers, joueur de rugby à XV et de cricket écossais († 25 mai 1926)
- 1858 :
  - 5 avril : Bill Maclagan, joueur de rugby à XV écossais († 10 octobre 1926)
  - 15 avril : James Bevan, joueur de rugby à XV gallois. († 3 février 1938).
  - 14 aout : George Harding, joueur de rugby à XV gallois († 8 juillet 1927).
  - 25 octobre : Tom Clapp, joueur de rugby à XV gallois († 15 novembre 1933);
- 1859 :
  - 7 février : Frank Hancock, joueur de rugby à XV gallois († 29 octobre 1943)
  - 30 novembre : Charles Brennus, graveur français et dirigeant sportif, réalisateur du Bouclier de Brennus, fondateur du SCUF, président d'honneur de la FFR en 1921 († 23 décembre 1943)
- 1860 :
  - 26 mars : Theo Harding, joueur de rugby à XV gallois († 13 juillet 1919)
  - 1er juillet : Bob Seddon, joueur de rugby à XV anglais († 15 août 1888)
  - 11 septembre : James Allan, joueur de rugby à XV néo-zélandais († 2 septembre 1934)
  - 31 décembre : Horace Lyne, joueur de rugby à XV gallois († 1er mai 1949)
- 1861 :
  - 15 novembre : Buller Stadden, joueur de rugby à XV gallois († 30 décembre 1906)
- 1862 :
  - 1er janvier : Joe Warbrick, joueur de rugby à XV néo-zélandais († 3 août 1903)
  - 22 mars : Edward Treharne, joueur de rugby à XV gallois († 29 décembre 1904)
  - ? juillet : William Bowen, joueur de rugby à XV gallois († 26 septembre 1925)
- 1863 :
  - 3 janvier : George Lindsay, joueur de rugby à XV écossais († 5 avril 1905)
  - 26 janvier : Charles Wade, joueur de rugby à XV puis homme politique australien († 26 septembre 1922)
  - 11 mars : Andrew Stoddart, joueur de rugby à XV et de cricket anglais († 4 avril 1915)
  - 8 mai : Charles Taylor, joueur de rugby à XV gallois († 24 janvier 1915)
  - ? juin : George Bowen, joueur de rugby à XV gallois († 13 janvier 1919)
  - 1er juillet : Bob Gould, joueur de rugby à XV gallois († 29 décembre 1931)
  - 7 novembre : Rowley Thomas, joueur de rugby à XV gallois († 21 janvier 1949)

- 1864 :

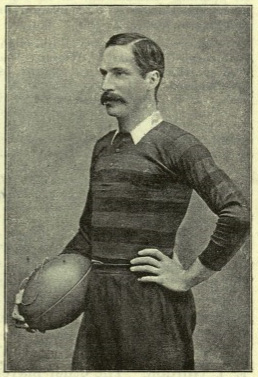
Andrew Stoddart (1863-1915).

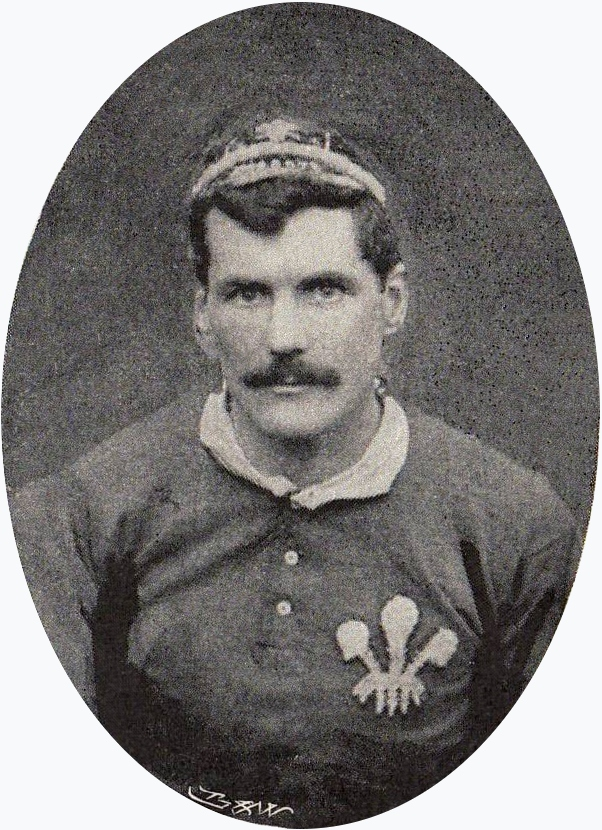
Arthur Gould (1864-1919).

- 1er février : Thomas Jenkins-Price, joueur de rugby à XV gallois († 6 août 1922)
- 4 mai : Harry Bowen, joueur de rugby à XV gallois († 17 août 1913)
- 10 octobre : Arthur Gould, joueur de rugby à XV gallois. († 2 janvier 1919)
- ? : Jim Hannan, joueur de rugby à XV gallois († 22 juin 1905)
- 1865 :
  - 7 mars : Martyn Jordan, joueur de rugby à XV gallois († 14 juillet 1902)
  - 3 avril : Robert MacMillan, joueur de rugby à XV écossais († 3 avril 1936)
  - 6 août : Daniel Rambaut, joueur de rugby à XV irlandais († 30 novembre 1937)
  - 14 octobre : Victor Le Fanu, joueur de rugby à XV irlandais († 9 août 1939)
  - ? : Dickie Garrett, joueur de rugby à XV gallois († 17 février 1908)
- 1866 :
  - 13 janvier : Frank Hill, joueur de rugby à XV gallois († 20 avril 1927).
- 16 mars : Jack Toothill, joueur de rugby à XV anglais. († 29 juin 1947).
  - 14 novembre : Tom Morgan, joueur de rugby à XV gallois († 29 mars 1899)
- 1867 :
  - 14 avril : Sammy Woods, joueur de cricket et joueur de rugby à XV anglais († 30 avril 1931)
  - 11 novembre : Andrew Stoddart, joueur de rugby à XV et de rugby à XIII anglais († 10 novembre 1915)
- 1868 :
  - 14 avril : John Sutcliffe, footballeur et joueur de rugby à XV anglais († 7 juillet 1947)
- 1869 :
  - 12 août : Fred Parfitt, joueur de rugby à XV gallois († 20 mars 1953)
- 1870 :
  - 13 janvier : Conway Rees, joueur de rugby à XV gallois († 30 août 1932)
  - 13 février : René Cavally, athlète de sprint et de haies et joueur de rugby à XV français († 22 mars 1946)
  - 18 avril : Bert Gould, joueur de rugby à XV gallois († 19 décembre 1913)
  - 21 juin : Billy McCutcheon, joueur de rugby à XV gallois († 3 juillet 1949)
  - 3 novembre : Norman Biggs, joueur de rugby à XV gallois († 27 février 1908)